# Petrovičky (Mladkov)
Petrovičky niem. Petersdorf pol Petrowiczki – wieś w Czechach, część miejscowości Mladkov w kraju pardubickim (czes. Pardubický kraj) okres Ústí nad Orlicí.
Górska przygraniczna miejscowość położona w północno-środkowej części Czech na Mladkovskiej vrchovinie (Wyżyna Mladkovska) na wysokości 570 – 650 m n.p.m. w najniższej i najbardziej wysuniętej na południe części Gór Orlickich, rozciąga się południkowo w dolinie między Górami Orlickimi po zachodniej stronie a Górami Bystrzyckimi po wschodniej stronie, około 1 km na północ od macierzystej wioski Mladkov. Zabudowania miejscowości rozlokowane są w śródgórskiej dolinie u zachodniego podnóża wzniesienia Kamieńczyk (czes. Přední Hraniční vrch) i wschodniego podnóża wzniesienia Adam.
Petrovičky położone są w malowniczej dolinie potoku przy granicy polsko-czeskiej od strony wschodniej graniczy z polską miejscowością Kamieńczyk. Jest to stara wieś letniskowo-rolnicza o nieregularnym kształcie zajmująca teren o powierzchni 3,11 ha. Wieś charakteryzuje się luźną i rozrzedzoną zabudową budynków położonych po obu stronach drogi i bezimiennego górskiego potoku prawego dopływu Cichej Orlicy (czes. Tichá Orlice). Zabudowa wsi składa się z pojedynczych budynków gospodarczo-mieszkalnych, rozlokowanych obok drogi, która trawersuje zbocza wzniesienia Adam i Kamieńczyk. Wokół wsi rozciągają się rozległe użytki rolne i podgórskie łąki. W bliskim otoczeniu wsi występują niewielkie skupiska zieleni i drzew liściastych, w formie przydomowych nasadzeń oraz wzdłuż rzeki. W niewielkiej odległości od granic miejscowości rozciągają się niewielkie lasy. We wsi zachowało się kilka domów mieszkalnych i mieszkalno-gospodarczych oraz budowli o cechach charakterystycznych dla budownictwa regionalnego. Miejscowość dzięki doskonałemu położeniu w malowniczym terenie z pięknymi widokami, w którym oprócz przyrody podziwiać można miejsca o znaczeniu rekreacyjno-wypoczynkowym. Położenie miejscowości i malownicze otoczenie stwarzają dogodne warunki do uprawiania sportów zimowych, turystyki i wypoczynku. Przez wieś prowadzi droga lokalna nr 311 Jablonné nad Orlicí – Rokytnice v Orlických horách.

## Inne
- Petrovičky uważane są za najwyżej położoną czeską miejscowość w Sudetach.
- W przeszłości Petrovičky stanowiły samodzielną wieś.
- Po płnocno-zachodniej stronie wsi na wzniesieniu Adam wznosi się kilkanaście bunkrów wchodzących w skład czeskich fortyfikacji granicznych z lat 30. XX wieku.
- We wsi zachowały się zabytkowe drewniane obiekty regionalnego budownictwa ludowego, gospodarstwa typu górskiego z XIX wieku, które podkreślają urok podgórskiej dolinki oraz wiele figurek, kapliczek i krzyży ustawionych przy drodze oraz wśród pól.

## Turystyka
Przez wieś prowadzi:
- Piesza turystyczna magistrala Gór Orlickich – Szlak Aloisa Jiraska (czes. Jiráskova horská cesta), rozpoczynająca się w rezerwacie przyrody Ziemska Brama (Zemská brána) i prowadząca na Suchy vrch przez schronisko na Adamie, Mladkov, Vysoký kámen.
- Szlak dydaktyczy Betonowa granica, z systemami fortyfikacji granicznych z lat 1936-38 prowadzący przez Artyleryjskie grupy warowne Bouda (czes.Dělostřelecká tvrz Bouda) i Adam.
- Pod południowo-wschodnim zboczem wzniesienia Adam położony jest słynny czeski ośrodek zimowego i letniego sportu i wypoczynku.
- W środkowej części wsi na wschodnim stoku wzniesienia Adam znajduje się trasa narciarska z wyciągiem.